# Arthur John Cronquist
Arthur John Cronquist (San José, Kalifornia, 1919. március 19. – Provo, Utah, 1992. március 22.) amerikai botanikus. Botanikai szakmunkákban nevének rövidítése: „Cronquist”.
A fészkesvirágzatúak (Compositae vagy Asteraceae) specialistája, leginkább a növényrendszertani Cronquist-rendszerről ismert, amit az alábbi két művében fektetett le:
- An Integrated System of Classification of Flowering Plants (1981)
- The Evolution and Classification of Flowering Plants (1st edition 1968; 2nd edition 1988) ISBN 0-89327-332-5

Két növénynemzetséget neveztek el róla a fészkesvirágzatúak családjában:
- Cronquistia R.M. King (lehetséges szinonima: Carphochaete A. Gray)
- Cronquistianthus R.M.King & H.Rob. (be szokás sorolni az Eupatorium L. alá is)